# Ле Фоконье, Анри
Анри́ Викто́р Габриэ́ль Ле Фоконье́ (фр. Henri Le Fauconnier; 5 июля 1881, Эсден, Франция — 25 декабря 1946, Париж, Франция) — французский художник, представитель кубизма во французской живописи.

## Биография
А. Ле Фоконье родился в семье врача, близ Кале. В 1901 году приезжает в Париж, учится в мастерской художника Ж.-П.Лорана, в 1906 году поступает в Академию Жюлиана. С 1905 Ле Фоконье выставляет свои картины в Салоне Независимых. В 1908 он проводит год в Плуманаше, в Бретани, где много рисует. В 1909 знакомится с художниками Альбером Глезом и Робером Делоне. На Осеннем салоне 1909 года Ле Фоконье выставляется вместе с Константином Бранкузи, Жаном Метценже и Фернаном Леже.
В 1910 году Ле Фоконье совершает путешествие по Италии и вступает в Новое Мюнхенское художественное объединение (N.K.V.M.) — творческое объединение представителей экспрессионизма, основанное в 1909 году в Мюнхене. По приглашению Василия Кандинского Ле Фоконье пишет теоретический текст для каталога объединения (Мюнхен, 1910). Совместно с картинами других членов N.K.V.M., работы Ле Фоконье выставлялись в Москве и, как образцы новейшего искусства, вошли в альманах «Синий всадник».
В 1912 художник участвует в выставке Художественного музея Хагена; к каталогу выставки он пишет вступление. В этом же году он становится руководителем парижской Академии палитры. В том же 1912-м Ле Фоконье женится на Марии Баранниковой. Во время Первой мировой войны он находится в Нидерландах (до 1919 года), так как не желает служить во французской армии. В 1920 вернулся в Париж. С 1923 года каждое лето проводил в Гросрувре близ Парижа, в арендованном доме. Здесь же и умер от инфаркта; тело художника обнаружили лишь через две недели после его смерти. Похоронен в Париже.

## Творчество

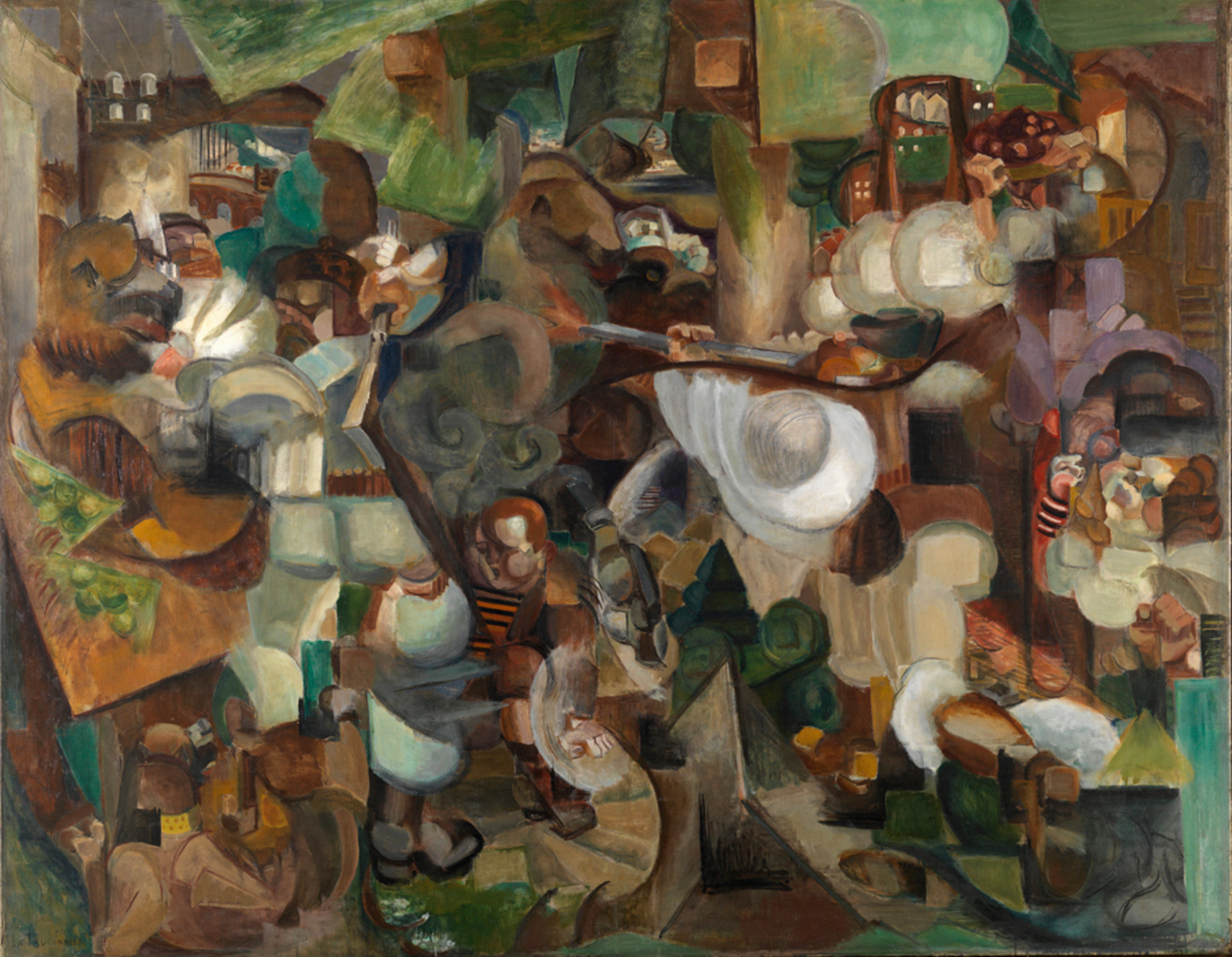
Анри Ле Фоконье. Альпинисты, атакованные медведями. 1912, Музей RISD

Художественное творчество Ле Фоконье пережило несколько различных фаз. Начинал он как неоимпрессионист (1905—1907), затем последовал бретонский период Наби и фовизма (1908). Третьей была для художника эпоха кубизма (1909—1913), которому следовал голландский период в экспрессионистском стиле (1914—1919). Наибольшей известности Ле Фоконье достиг своими кубистскими и футуристическими работами, созданными в канун Первой мировой войны. Картины его, написанные в Нидерландах, указывают на усиливающееся значение цветовой гаммы. Послевоенные же полотна несут на себе трезвый, реалистический отпечаток.